# Вейгандт, Марсело
Марсело Алексис Вейгандт (исп. Marcelo Alexis Weigandt; род. 11 января 2000, Авельянеда, Аргентина) — аргентинский футболист, защитник клуба «Бока Хуниорс», выступающий на правах аренды за клуб «Интер Майами».

## Клубная карьера
Вейгандт — воспитанник клуба «Бока Хуниорс». 17 января 2019 года в поединке Торнео де Варана против «Унион Санта-Фе» Марсело дебютировал за основной состав. 1 сентября в матче против «Ривер Плейт» он дебютировал в аргентинской Примере.
В 2020—2021 годах на правах аренды выступал за «Химнасию и Эсгриму» из Ла-Платы.
28 марта 2024 года был арендован клубом MLS «Интер Майами» до конца сезона 2024 с опцией продления аренды на сезон 2025. В высшей лиге США дебютировал 30 марта в матче против «Нью-Йорк Сити».

## Международная карьера
В 2017 году в составе юношеской сборной Аргентины Вейгандт принял участие в юношеском чемпионате Южной Америки в Чили. На турнире он сыграл в матчах против команд Венесуэлы и Парагвая.
В 2019 года в составе молодёжной сборной Аргентины Вейгандт принял участие в молодёжном чемпионате мира в Польше. На турнире он сыграл в матчах против команд Португалии и Южной Кореи.

## Достижения
«Бока Хуниорс»
- Чемпион Аргентины (2): 2019/20, 2022
- Обладатель Кубка Аргентины: 2019/20
- Обладатель Кубка Профессиональной лиги Аргентины: 2022
- Обладатель Суперкубка Аргентины (2): 2018, 2022